# David López García
David López García (ur. 13 maja 1981 w Bilbao) – hiszpański kolarz szosowy, zawodnik profesjonalnej drużyny Team Sky.
Do zawodowego peletonu należy od 2003 roku. W 2007 roku w prestiżowym wyścigu Deutschland Tour wygrał pierwszy etap i w klasyfikacji generalnej zajął bardzo wysokie 3. miejsce. Przegrał tylko z Jensem Voigtem i Levim Leipheimerem. 

## Najważniejsze osiągnięcia
2007
- 3. miejsce w Deutschland Tour
  - 1. miejsce na 5. etapie

2008
- 3. miejsce w GP Ouest-France

2010
- 1. miejsce na 9. etapie Vuelta a España

2011
- 2. miejsce w Klasika Primavera

2013
- 1. miejsce na 6. etapie Eneco Tour
- 3. miejsce w Tour of Beijing